# James Timlin
Pour les articles homonymes, voir Timlin.
James Clifford Timlin, né le 5 août 1927 à Scranton en Pennsylvanie et mort le 9 avril 2023 dans la même ville,, est un prélat américain qui est évêque de Scranton de 1984 à 2003.

## Biographie
James Timlin naît dans une famille catholique de Pennsylvanie. Il fait ses études primaires à la St. John the Evangelist Grade School, puis à la Holy Rosary Grade School. Il entre au collège (établissement d’enseignement supérieur) Saint-Charles qui reçoit des séminaristes à Ellicott City dans le Maryland, puis au séminaire Sainte-Marie de Baltimore. Il poursuit ensuite ses études au collège pontifical nord-américain de Rome et à l'université pontificale grégorienne.
Il est ordonné prêtre le 16 juillet 1951 par Mgr Marton O'Connor, recteur du collège pontifical nord-américain. Il obtient son baccalauréat en théologie sacrée, puis il est nommé vicaire de la paroisse Saint-Jean-l'Évangéliste de Pittston en 1952. De 1953 à 1966, il est vicaire à la cathédrale Saint-Pierre de Scranton. Il est nommé également vice-chancelier du diocèse et secrétaire privé de l'évêque, Mgr Joseph Caroll McCormick.
Il est élevé à la dignité de chapelain de Sa Sainteté en 1967, puis de prélat de Sa Sainteté, quelques mois après qu'il est devenu chancelier en 1971. Il est également président de la commission liturgique diocésaine et du comité de l'enseignement des prêtres. Il est nommé également bibliothécaire et secrétaire du séminaire Saint-Pie-X de Dalton. Le 26 juillet 1976, James Timlin est nommé évêque auxiliaire de Scranton et évêque in partibus de Gunugus. Il reçoit sa consécration épiscopale le 21 septembre suivant des mains de Mgr McCormick.
Mgr Timlin devient modérateur épiscopal de l'association des sociétés du Saint-Nom (Association of Holy Name Societies) et vicaire général du diocèse de Scranton. Mgr Timlin s'occupe à partir de 1979 de la communauté paroissiale de l'église de la Nativité à Scranton. en 1983, il est nommé président du conseil du séminaire Saint-Pie-X et président de la commission préparatoire du synode diocésain.
Mgr John Hoseph O'Connor étant nommé archevêque de New York, il devient le huitième évêque de Scranton, le 24 avril 1984. Il est installé le 7 juin suivant C'est le premier évêque à être natif de la ville. Il préside le deuxième synode diocésain à l'issue duquel il décide de regroupements de paroisses consécutifs à la baisse des vocations de prêtres. Il met également en place une meilleure organisation des levées de fonds pour les écoles catholiques du diocèse, avec également des fusions et des constructions d'équipements modernes. Il veille également à un partage plus équitable des financements des écoles entre les parents, les paroisses et le diocèse.
Mgr Timlin est connu pour ses prises de position rappelant la doctrine de l'État concernant le respect de la vie humaine. Il fait appel à de nouvelles congrégations dans son diocèse et il est favorable à l'accueil du rite tridentin, notamment de la part de la fraternité sacerdotale Saint-Pierre.
Il démissionne, ayant atteint la limite d'âge, le 25 juillet 2003 pour devenir administrateur de la paroisse Saint-Joseph de Wilkes-Barre, jusqu'en 2004, lorsqu'il devient recteur de la maison de retraite pour prêtres âgés, la Villa Saint-Joseph, située à Dunmore.

## Source
- (en) Cet article est partiellement ou en totalité issu de l’article de Wikipédia en anglais intitulé « James Clifford Timlin » (voir la liste des auteurs).